# Nepiesta subclavata
Nepiesta subclavata är en stekelart som beskrevs av Thomson 1887. Nepiesta subclavata ingår i släktet Nepiesta och familjen brokparasitsteklar. Inga underarter finns listade i Catalogue of Life.